# Tshekardocoleidae
Tshekardocoleidae – wymarła rodzina chrząszczy z podrzędu Archostemata. Obejmuje 13 rodzajów znanych z permu.
Takson ten wprowadzony został w 1944 roku przez Borysa Rohdendorfa.
Chrząszcze te miały wydłużone, owalne, umiarkowanie wypukłe ciała długości około centymetra, pokryte bardzo grubym oskórkiem. Głowa zaopatrzona była w dobrze rozwinięte oczy, wolną wargę górną, szeroką bródkę, szeroko rozstawione szwy gularne i 13-członowe czułki o długości takiej jak głowa i przedplecze razem wzięte. Przednie kąty przedplecza były w przód wystające, a boki rozszerzone. Na przedpiersiu występował wyrostek międzybiodrowy. Owalne panewki bioder przedniej pary odnóży były z tyłu zamknięte. Stopy wszystkich odnóży były pięcioczłonowe, a uda i golenie dość wąskie. Pokrywy cechowały się szerokimi podgięciami i ostrymi wierzchołkami. Ich powierzchnię pokrywała siatka żyłek o szerokości mniejszej niż komórki. Nieco dłuższe od pokryw tylne skrzydła miały przednią żyłkę kubitalną biegnącą w oddali od przedniej krawędzi skrzydła i prawie równolegle do tylnej żyłki kubitalnej. Odwłok miał 5 widocznych sternitów.
Należą tu następujące rodzaje:
- Avocoleus Ponomarenko, 1969
- Boscoleus Kukalova, 1969
- Eocoleus Kukalova, 1969
- Moravocoleus Kukalova, 1969
- Permocoleus Lubkin & Engel, 2005
- Prosperocoleus Kukalova, 1969
- Retelytron Kukalova, 1965
- Sylvacoleodes Ponomarenko, 1969
- Sylvacoleus Ponomarenko, 1963
- Tshekardocoleus Rohdendorf, 1944
- Umoricoleus Kukalova, 1969
- Uralocoleus Zalessky, 1947
- Votocoleus Kukalova, 1969